# Кезелево
Ке́зелево (фин. Kesälä) — деревня в Гатчинском муниципальном округе Ленинградской области.

## История
Деревня являлась вотчиной великого князя Михаила Павловича, из которой в 1806—1807 годах были выставлены ратники Императорского батальона милиции.
На «Топографической карте окрестностей Санкт-Петербурга» Военно-топографического депо Главного штаба 1817 года она обозначена как деревня Агакюля Кезалева из 14 дворов, а также смежная с ней Агакюля Хемели из 3.
Деревни — Кезеля из 15 дворов и смежная с ней Хемлеля из 7, упоминаются на «Топографической карте окрестностей Санкт-Петербурга» Ф. Ф. Шуберта 1831 года.

КЕЗЕЛЯ — деревня вотчины его императорского высочества великого князя Михаила Павловича, число жителей по ревизии: 17 м. п., 17 ж. п. (1838 год)

На этнографической карте Санкт-Петербургской губернии П. И. Кёппена 1849 года она обозначена как деревня «Kesälä», расположенная в ареале расселения эвремейсов. В пояснительном тексте к этнографической карте она записана как деревня Kesälä (Кезеля), а также указано количество её жителей на 1848 год: эвремейсов — 40 м. п., 54 ж. п., всего 94 человека.

КЕЗЕЛЯ — деревня её высочества государыни великой княгини Елены Павловны, по почтовому тракту, число дворов — 8, число душ — 24 м. п. (1856 год)

Согласно «Топографической карте частей Санкт-Петербургской и Выборгской губерний» в 1860 году деревня называлась Кезеля и состояла из 9 крестьянских дворов.

КОЗЕЛЕВО (КЕЗЕЛЕВО, КЕЗЕЛЯ) — деревня Ораниенбаумского дворцового правления при пруде и буграх, число дворов — 4, число жителей: 23 м. п., 25 ж. п. (1862 год)

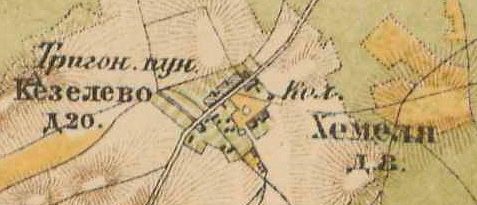
План деревни Кезелево. 1885 год

В 1885 году деревня Кезелево насчитывала 20 дворов.
В конце XIX — начале XX века деревня административно относилась к Староскворицкой волости 3-го стана Царскосельского уезда Санкт-Петербургской губернии. Население деревни было исключительно финским.
В 1908 году в деревне открылась школа, учителем в ней работал Пекка Контто, впоследствии — руководитель Волосовского восстания, командир батальона Западно-Ингерманландского полка, председатель Ингерманландского объединения Эстонии.
К 1913 году количество дворов не изменилось.
С 1917 по 1922 год деревня Кезелево входила в состав Кезелевского сельсовета Староскворицкой волости Детскосельского уезда.
С 1922 года в составе Скворицкого сельсовета.
С 1923 года в составе Гатчинского уезда.
С 1924 года вновь в составе Кезелевского сельсовета
Согласно данным переписи населения СССР 1926 года в деревне Кезелево Кезелевского сельсовета Староскворицкой волости Троцкого уезда проживали 127 человек, почти все финны.
С 1927 года в составе Гатчинского района.
С 1928 года вновь в составе Скворицкого сельсовета. В 1928 году население деревни Кезелево также составляло 127 человек.

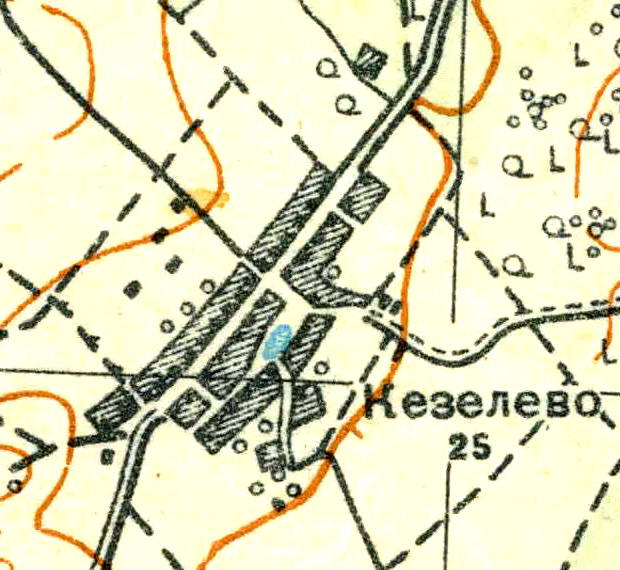
План деревни Кезелево. 1931 год

Согласно топографической карте 1931 года деревня насчитывала 25 дворов.
По данным 1933 года деревня Кезелево входила в состав Скворицкого финского национального сельсовета Красногвардейского района.
Деревня была освобождена от немецко-фашистских оккупантов 22 января 1944 года.
В 1958 году население деревни Кезелево составляло 217 человек.
С 1959 года в составе Пудостьского сельсовета.
По данным 1966, 1973 и 1990 годов деревня Кезелево также входила в состав Пудостьского сельсовета Гатчинского района.
В 1997 году в деревне проживали 32 человека, в 2002 году — 40 человек (русские — 80%), в 2007 году — 40, в 2010 году — 37.

## География
Деревня расположена в северной части района на автодороге 41К-104 (Елизаветино — Скворицы) в месте примыкания к ней автодороги 41К-220 (Кезелево — Большое Ондрово).
Расстояние до административного центра поселения, посёлка Пудость — 7,5 км.
Расстояние до ближайшей железнодорожной станции Пудость — 13 км.

## Демография
| 1862 | 2007 | 2010 | 2017 |
| ---- | ---- | ---- | ---- |
| 48   | ↘40  | ↘37  | ↘30  |

### Национальный состав
Согласно данным Всероссийской переписи населения 2021 года в деревне проживали 85 человек, из них:
 русские — 78, азербайджанцы — 1, армяне — 1, евреи — 1, остальные национальность не указали.

## Улицы
Дачный переулок, Садовая.

## Садоводства
Волна.